# Златна колекција (албум групе Црвена јабука)
Златна колекција је двострука компилација хитова групе Црвена јабука, са хронолошким редоследом песама насталим у периоду од 1986. до 2002. године.
У мају месецу 2007. године, на Хрватском радијском фестивалу, матична издавачка кућа Кроација рекордс им је доделила златно признање за тираж од преко 10.000.

## Списак песама

### Диск 1
1. Бјежи кишо с прозора
2. С твојих усана
3. Дирлија
4. Узми ме (кад хоћеш ти)
5. Туго, несрећо
6. За све ове године
7. Зову нас улице
8. Свиђа ми се ова ствар
9. Ти знаш
10. Има нешто од срца до срца
11. Сањати
12. Мало ћемо да се купамо
13. То ми ради
14. Туга, ти и ја
15. Волио бих да си ту
16. Остани
17. Не дам да овај осјећај оде
18. Тамо гдје љубав почиње
19. Ризнице сјећања
20. Све што имаш ти

### Диск 2
1. Некако с прољећа (дует Кемал Монтено)
2. Моје намилије
3. Да није љубави
4. Да знаш да ме болиш
5. Бацила је све низ ријеку
6. Сањам те
7. Не говори више
8. Враћам се теби секо (дует Ален Витасовић)
9. Бијели Божић (дует Саша Лошић)
10. Вјетар
11. Свијет је лопта шарена
12. Стижу ме сјећања
13. Ти си лијепа
14. Твога срца врата
15. Ни задњи, ни први
16. Нико није луд да спава
17. Твојим жељама вођен